# Stato federato
Uno Stato federato è una parte territoriale e costituzionale di una più ampia comunità rappresentata da uno Stato federale. Tali stati differiscono completamente dal concetto di Stato stabilito dal diritto internazionale, cioè inteso come entità giuridica dotata di sovranità.
È importante sottolineare che, quando gli Stati decidono di federarsi, non hanno una propria posizione come entità riconosciuta dal diritto internazionale (tanto che le eccezioni sono degne di nota storica, come Ucraina e Bielorussia, membri fondatori dell'Organizzazione delle Nazioni Unite benché parte dell'Unione Sovietica). L'unione federale è in tal caso riconosciuta ad ogni modo come unica e singola entità giuridica ai fini del diritto amministrativo. Uno Stato federato detiene giurisdizione amministrativa su un territorio geografico definito ed è una forma di suddivisione amministrativa.
In alcuni casi una federazione è stata creata da un'unione di entità politiche che possono essere sia indipendenti che territori dipendenti da un'altra entità (si parla comunemente di colonialismo). In altri casi gli Stati federati sono stati creati già come Stati unitari. Nel momento in cui una costituzione federale entra in atto, le norme che disciplinano il rapporto tra i poteri federali e quelli regionali diventano parte del diritto costituzionale del Paese e non del diritto internazionale.
Nei Paesi con costituzione federale vi è una divisione del potere tra il governo centrale e gli stati componenti la federazione. Queste entità, siano essi stati, province, cantoni o altro, sono parzialmente soggetti all'autogoverno e ad essi è concessa e garantita una certa autonomia, che tuttavia varia notevolmente da una federazione all'altra (a seconda che questa sia monarchia, repubblica o altro).
A seconda della forma di decentramento dei poteri, lo Stato federato può assumere poteri legislativi autonomi rispetto al governo centrale, seppur in vario modo soggetti al sindacato di legittimità costituzionale dell’ordinamento federale. Il diritto che regola la relazione tra i poteri federali e quelli regionali può essere inoltre modificato attraverso la Costituzione.

## Stati federali e loro suddivisioni
| Nome                 | Unità federate | Altre unità |
| -------------------- | --- | --- |
| Argentina            | 23 province: - Buenos Aires - Catamarca - Chaco - Chubut - Córdoba - Corrientes - Entre Ríos - Formosa - Jujuy - La Pampa - La Rioja - Mendoza - Misiones - Neuquén - Río Negro - Salta - San Juan - San Luis - Santa Cruz - Santa Fe - Santiago del Estero - Terra del Fuoco, Antartide e Isole dell'Atlantico del Sud - Tucumán | 1 città autonoma: - Buenos Aires |
| Australia            | 6 stati: - Nuovo Galles del Sud - Queensland - Australia Meridionale - Tasmania - Victoria - Australia Occidentale | 10 territori: - Territorio della Capitale Australiana - Territorio del Nord - Isola di Natale - Isole Cocos (Keeling) - Isola Norfolk - Territorio della Baia di Jervis - Isole Ashmore e Cartier - Territorio Antartico Australiano - Isole del Mar dei Coralli - Isole Heard e McDonald                                                   |
| Austria              | 9 stati: - Alta Austria - Bassa Austria - Burgenland - Carinzia - Salisburghese - Stiria - Tirolo - Vienna - Vorarlberg | |
| Belgio               | 3 regioni: - Bruxelles-Capitale - Fiandre - Vallonia | |
| Belgio               | 3 comunità: - Fiamminga - Francofona - Germanofona | |
| Bosnia ed Erzegovina | 2 entità statali: - Federazione di Bosnia ed Erzegovina - Repubblica Serba di Bosnia ed Erzegovina | 1 distretto: - Brčko |
| Bosnia ed Erzegovina | La Federazione della Bosnia-Erzegovina è di per sé una federazione di 10 cantoni: - Bosnia Centrale - Cantone 10 (Herzeg-Bosnia) - Erzegovina Occidentale - Erzegovina-Narenta - Podrinje bosniaco - Posavina - Sarajevo - Tuzla - Una-Sana - Zenica-Doboj | 1 distretto: - Brčko |
| Brasile              | 26 stati: - Acre - Alagoas - Amapá - Amazonas - Bahia - Ceará - Espírito Santo - Goiás - Maranhão - Mato Grosso - Mato Grosso do Sul - Minas Gerais - Pará - Paraíba - Paraná - Pernambuco - Piauí - Rio de Janeiro - Rio Grande do Norte - Rio Grande do Sul - Rondônia - Roraima - San Paolo - Santa Catarina - Sergipe - Tocantins | |
| Brasile              | 1 distretto federale: Distretto Federale | |
| Brasile              | 5 564 comuni | |
| Canada               | 10 province: - Alberta - Columbia Britannica - Isola del Principe Edoardo - Manitoba - Nuovo Brunswick - Nuova Scozia - Ontario - Québec - Saskatchewan - Terranova e Labrador | 3 territori: - Nunavut - Territori del Nord-Ovest - Yukon |
| Comore               | 3 isole autonome: - Anjouan - Grande Comore - Mohéli | |
| Emirati Arabi Uniti  | 7 emirati: - Abu Dhabi - Ajman - Dubai - Fujaira - Ras al-Khaima - Sharja - Umm al-Qaywayn | |
| Etiopia              | 9 regioni: - Afar - Amara - Benisciangul-Gumus - Gambella - Harar - Nazioni, Nazionalità e Popoli del Sud - Oromia - Somali - Tigrè | 2 città autonome: - Addis Abeba - Dire Daua |
| Germania             | 16 stati: - Amburgo - Assia - Baden-Württemberg - Bassa Sassonia - Baviera - Berlino - Brandeburgo - Brema - Meclemburgo-Pomerania Anteriore - Renania-Palatinato - Renania Settentrionale-Vestfalia - Saarland - Sassonia - Sassonia-Anhalt - Schleswig-Holstein - Turingia | |
| India                | 28 stati: - Andhra Pradesh - Arunachal Pradesh - Assam - Bengala Occidentale - Bihar - Chhattisgarh - Goa - Gujarat - Haryana - Himachal Pradesh - Jharkhand - Karnataka - Kerala - Madhya Pradesh - Maharashtra - Manipur - Meghalaya - Mizoram - Nagaland - Orissa - Punjab - Rajasthan - Sikkim - Tamil Nadu - Telangana - Tripura - Uttar Pradesh - Uttarakhand | 8 territori: - Andamane e Nicobare - Chandigarh - Dadra e Nagar Haveli - Daman e Diu - Delhi - Jammu e Kashmir - Laccadive - Pondicherry |
| Iraq                 | 19 governorati: - al-Anbar - al-Muthanna - al-Qadisiyya - Arbil - Babil - Baghdad - Bassora - Dhi Qar - Diyala - Dihok - Halabja - Kerbela - Kirkuk - Maysan - Najaf - Ninive - Salah al-Din - Sulaymaniyya - Wasit | 1 regione autonoma: - Kurdistan iracheno |
| Malaysia             | 13 stati: - Johor - Kedah - Kelantan - Malacca - Negeri Sembilan - Pahang - Penang - Perak - Perlis - Sabah - Sarawak - Selangor - Terengganu | 3 territori federali: - Putrajaya - Kuala Lumpur - Labuan |
| Messico              | 31 stati: - Aguascalientes - Bassa California - Bassa California del Sud - Campeche - Chiapas - Chihuahua - Coahuila - Colima - Durango - Guanajuato - Guerrero - Hidalgo - Jalisco - Messico - Michoacán - Morelos - Nayarit - Nuevo León - Oaxaca - Puebla - Querétaro - Quintana Roo - San Luis Potosí - Sinaloa - Sonora - Tabasco - Tamaulipas - Tlaxcala - Veracruz - Yucatán - Zacatecas | |
| Messico              | 1 città autonoma: - Città del Messico | |
| Micronesia           | 4 stati: - Chuuk - Kosrae - Pohnpei - Yap | |
| Nepal                | 7 province: - Provincia di Bagmati - Provincia di Gandaki - Provincia di Karnali - Provincia di Koshi - Provincia di Lumbini - Provincia di Madhesh - Provincia di Sudurpashchim | |
| Nigeria              | 36 stati: - Abia - Adamawa - Akwa Ibom - Anambra - Bauchi - Bayelsa - Benue - Borno - Cross River - Delta - Ebonyi - Edo - Ekiti - Enugu - Gombe - Imo - Jigawa - Kaduna - Kano - Katsina - Kebbi - Kogi - Kwara - Lagos - Nassarawa - Niger - Ogun - Ondo - Osun - Oyo - Plateau - Rivers - Sokoto - Taraba - Yobe - Zamfara | 1 territorio: - Abuja Federal Capital Territory |
| Pakistan             | 4 province: - Belucistan - Khyber Pakhtunkhwa - Punjab - Sindh | 2 aree autonome: - Azad Kashmir - Gilgit-Baltistan |
| Pakistan             | 4 province: - Belucistan - Khyber Pakhtunkhwa - Punjab - Sindh | 1 territorio: - Territorio della capitale Islamabad |
| Russia               | 46 oblasti: - Amur - Arcangelo - Astrachan' - Belgorod - Brjansk - Čeljabinsk - Irkutsk - Ivanovo - Jaroslavl' - Kaliningrad - Kaluga - Kemerovo - Kirov - Kostroma - Kurgan - Kursk - Leningrado - Lipeck - Magadan - Mosca - Murmansk - Nižnij Novgorod - Novgorod - Novosibirsk - Omsk - Orenburg - Orël - Penza - Pskov - Rostov - Rjazan' - Sachalin - Samara - Saratov - Smolensk - Sverdlovsk - Tambov - Tomsk - Tver' - Tula - Tjumen' - Ul'janovsk - Vladimir - Volgograd - Vologda - Voronež | |
| Russia               | 22 repubbliche: - Adighezia - Altaj - Baschiria - Buriazia - Cabardino-Balcaria - Calmucchia - Carelia - Cecenia - Chakassia - Ciuvascia - Crimea - Daghestan - Inguscezia - Karačaj-Circassia - Komi - Mari - Mordovia - Ossezia Settentrionale-Alania - Sacha (Jacuzia) - Tatarstan - Tuva - Udmurtia | |
| Russia               | 9 territori della Russia: - Altaj - Chabarovsk - Kamčatka - Krasnodar - Krasnojarsk - Litorale - Perm' - Stavropol' - Transbajkalia | |
| Russia               | 4 circondari autonomi: - Čukotka - Chanty-Mansi-Jugra - Jamalo-Nenec - Nenec | |
| Russia               | 3 città federali: - Mosca - San Pietroburgo - Sebastopoli | |
| Russia               | 1 oblast' autonoma: - Oblast' autonoma ebraica | |
| Saint Kitts e Nevis  | 2 isole: - Saint Kitts - Nevis | |
| Somalia              | 5 stati: - Galmudugh - Hirshabelle - Oltregiuba - Puntland - Somalia sud-occidentale | |
| Sudan                | 18 stati: - Cassala - Darfur Centrale - Darfur Meridionale - Darfur Occidentale - Darfur Orientale - Darfur Settentrionale - Gadaref - Gezira - Khartum - Kordofan Meridionale - Kordofan Occidentale - Kordofan Settentrionale - Mar Rosso - Nilo - Nilo Azzurro - Nilo Bianco - Nord - Sennar | |
| Sudan del Sud        | 10 stati: - Alto Nilo - Bahr al-Ghazal Settentrionale - Bahr al-Ghazal Occidentale - Equatoria Occidentale - Equatoria Centrale - Equatoria Orientale - Jonglei - Laghi - Unità - Warrap | 3 aree amministrative: - Abyei - Pibor - Ruweng |
| Stati Uniti          | 50 stati: - Alabama - Alaska - Arizona - Arkansas - California - Carolina del Nord - Carolina del Sud - Colorado - Connecticut - Dakota del Nord - Dakota del Sud - Delaware - Florida - Georgia - Hawaii - Idaho - Illinois - Indiana - Iowa - Kansas - Kentucky - Louisiana - Maine - Maryland - Massachusetts - Michigan - Minnesota - Mississippi - Missouri - Montana - Nebraska - Nevada - New Hampshire - New Jersey - New York - Nuovo Messico - Ohio - Oklahoma - Oregon - Pennsylvania - Rhode Island - Tennessee - Texas - Utah - Vermont - Virginia - Virginia Occidentale - Washington - Wisconsin - Wyoming | 1 distretto federale: - Distretto di Columbia |
| Stati Uniti          | 50 stati: - Alabama - Alaska - Arizona - Arkansas - California - Carolina del Nord - Carolina del Sud - Colorado - Connecticut - Dakota del Nord - Dakota del Sud - Delaware - Florida - Georgia - Hawaii - Idaho - Illinois - Indiana - Iowa - Kansas - Kentucky - Louisiana - Maine - Maryland - Massachusetts - Michigan - Minnesota - Mississippi - Missouri - Montana - Nebraska - Nevada - New Hampshire - New Jersey - New York - Nuovo Messico - Ohio - Oklahoma - Oregon - Pennsylvania - Rhode Island - Tennessee - Texas - Utah - Vermont - Virginia - Virginia Occidentale - Washington - Wisconsin - Wyoming | 1 territorio incorporato: - Palmyra |
| Stati Uniti          | 50 stati: - Alabama - Alaska - Arizona - Arkansas - California - Carolina del Nord - Carolina del Sud - Colorado - Connecticut - Dakota del Nord - Dakota del Sud - Delaware - Florida - Georgia - Hawaii - Idaho - Illinois - Indiana - Iowa - Kansas - Kentucky - Louisiana - Maine - Maryland - Massachusetts - Michigan - Minnesota - Mississippi - Missouri - Montana - Nebraska - Nevada - New Hampshire - New Jersey - New York - Nuovo Messico - Ohio - Oklahoma - Oregon - Pennsylvania - Rhode Island - Tennessee - Texas - Utah - Vermont - Virginia - Virginia Occidentale - Washington - Wisconsin - Wyoming | 15 territori non incorporati: - Samoa Americane - Guam - Isole Marianne Settentrionali - Porto Rico - Isole Vergini Americane - Atollo Johnston - Atollo di Midway - Isola Baker - Isola Howland - Isola Jarvis - Isola Navassa - Isola di Wake - Kingman Reef - Gli Stati Uniti rivendicano anche il Banco Bajo Nuevo e l'isola Serranilla |
| Svizzera             | 26 cantoni: - Appenzello Esterno - Appenzello Interno - Argovia - Basilea Città - Basilea Campagna - Berna - Friburgo - Ginevra - Giura - Glarona - Grigioni - Lucerna - Neuchâtel - Nibvaldo - Obvaldo - San Gallo - Sciaffusa - Soletta - Svitto - Turgovia - Ticino - Uri - Vaud - Vallese - Zugo - Zurigo | |
| Venezuela            | 23 stati federati: - Amazonas - Anzoátegui - Apure - Aragua - Barinas - Bolívar - Carabobo - Cojedes - Delta Amacuro - Falcón - Guárico - Lara - Mérida - Miranda - Monagas - Nueva Esparta - Portuguesa - Sucre - Táchira - Trujillo - Vargas - Yaracuy - Zulia | 1 distretto federale: - Distretto Capitale |
| Venezuela            | 23 stati federati: - Amazonas - Anzoátegui - Apure - Aragua - Barinas - Bolívar - Carabobo - Cojedes - Delta Amacuro - Falcón - Guárico - Lara - Mérida - Miranda - Monagas - Nueva Esparta - Portuguesa - Sucre - Táchira - Trujillo - Vargas - Yaracuy - Zulia | 1 dipendenza federale: - Dipendenze Federali |

## Esempi
- Stati federati della Germania
- Stati federati e territori dell'India
- Stati federati degli Stati Uniti d'America
- Stati federati del Brasile
- Province dell'Argentina
- Stati e territori dell'Australia
- Stati federati dell'Austria
- Suddivisioni della Bosnia ed Erzegovina
- Province e territori del Canada
- Regioni dell'Etiopia
- Stati e territori federali della Malaysia
- Suddivisioni del Messico
- Stati della Nigeria
- Oblast' della Russia
- Stati del Sudan del Sud
- Cantoni della Svizzera
- Emirati Arabi Uniti
- Stati federati del Venezuela
- Federalismo